# Germans Wan

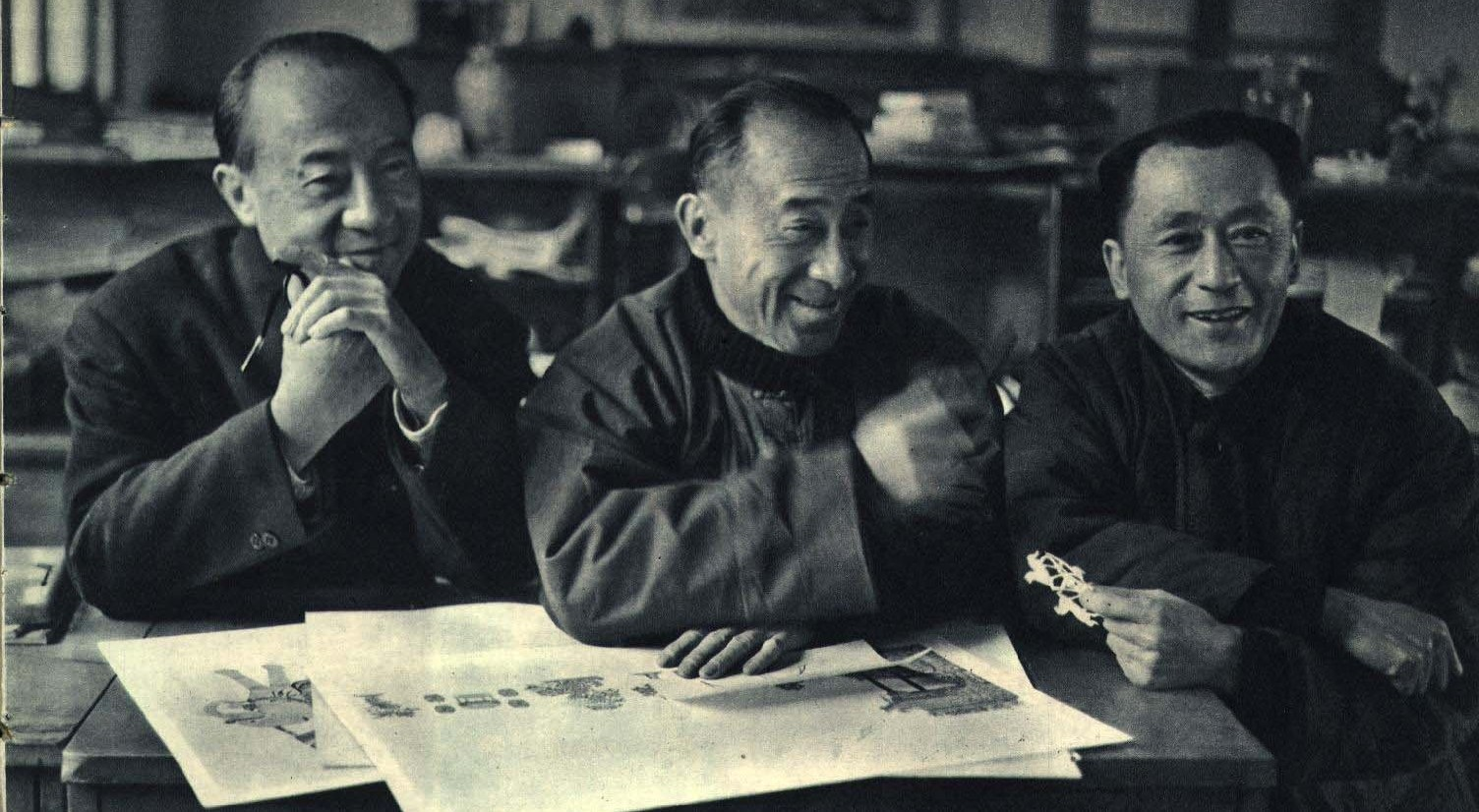
Tres dels germans Wan l'any 1962.

Els Germans Wan (xinès simplificat: 萬氏兄弟, pinyin: Wàn shì Xiōngdì) són un grup de quatre germans nascuts a principis del segle xx a Nanjing, Xina. Es van convertir en els fundadors i pioners de la indústria xinesa de l'animació i van fer el primer llargmetratge d'animació asiàtic, Tie Shan Gongzhu, el 1941.
Se'ls considera els pioners del cinema d'animació xinés, sent els responsables de la primera animació de la història del país, Shu Zhengdong Huawen Daziji (1922); el primer curtmetratge d'animació, Danao huashi (1926); el primer curtmetratge d'animació sonor, Luotuo xianwu (1935); la primera pel·lícula amb titelles, Shang qianxian (1939); el primer llargmetratge d'animació, Tie Shan Gongzhu (1941); la primera pel·lícula d'animació tradicional en color de la República Popular de la Xina, Wuya Wei Shenme Shi Heide (1955), i la primera animació amb la tècnica tradicional del paper tallat, Zhu Baije Chi Xigua (1958).
Tot i que alguns investigadors han apuntat la possibilitat que les primeres animacions del país podrien ser altres pel·lícules perdudes, ja a la dècada dels 1920 els germans destaquen com els més prolífics creadors d'animació a la Xina Republicana, amb treballs que incloïen l'experimentació, l'entreteniment i la publicitat comercial i política.

## Biografia
Els germans treballaven a l'editorial Shangwu Yinshuguan, i experimentaven amb l'animació els diumenges, a una habitació de set metres quadrats. El 1922 perfeccionen la seua tècnica i l'empresa on treballaven, Shangwu Yinshuguan, els encarrega un curt publicitari per a promocionar la Màquina d'escriure d'estil Shu. El primer curtmetratge d'entreteniment, Danao huashi, el farien en el seu temps lliure com a encàrrec de Changcheng Huapian Gongsi. Posteriorment fitxarien per Lianhua i Mingxing.
Tot i que les seues produccions s'inspiraven en allò que feien Disney i Fleischer, foren els primers en defensar un cinema d'animació que tinguera un estil propi. El juliol del 1936 publicaren un article a un períodic de la Mingxing teoritzant sobre el tema.
Amb l'esclat de la Segona guerra sinojaponesa el 1937, els tres germans grans es refugien a l'interior del país mentre continuen treballant en l'animació, mentre que el quart es retira de la indústria i munta un estudi fotogràfic a Shanghai, amb el qual dona suport econòmic a la família. L'abril del 1939, els dos germans grans s'instal·len a la concessió francesa de Shanghai, que no estava ocupada pels japonesos, i comencen a treballar en Tie Shan Gongzhu.
Amb l'ocupació japonesa de la concessió francesa primer, i la represa de la Guerra Civil Xinesa després, els germans es muden a Hong Kong, on romandran fins a mitjans de la dècada del 1950. A Hong Kong tindrien una etapa poc prolífica, on treballarien en el seu segon llargmetratge animat, Kunchong Shijie, projecte que seria cancel·lat per les dificultats a l'hora de finançar-lo.
A partir del 1954, els germans abandonen Hong Kong i entren a treballar a l'estudi d'animació de Shanghai. A partir d'aquell moment deixen de treballar junts, ja que Wan Laiming s'especialitza en animació tradicional, Wan Guchan en animació amb retalls, i Wan Chaochen en animació amb titelles.
A Shanghai, els diferents germans dirigirien pel·lícules importants, com Wuya Wei Shenme Shi Heide, Zhu Baije Chi Xigua, i el 1961 estrenarien Danao Tiangong, el seu segon llargmetratge i primer a color. A partir de l'èxit de la pel·lícula, Wan Laiming se centraria en la segona part, estrenada el 1964. Aquella pel·lícula no només seria l'última vegada on els quatre germans treballaren junts, però també el seu últim treball, ja que amb l'inici de la Revolució Cultural es deixen d'emetre les seues produccions per fantasioses, retirant-se a causa de l'edat abans que el 1976 es detinguera a la Banda dels Quatre.

## Els germans
| Transliterat | Nom xinés | Naixement           | Mort                   |
| ------------ | --------- | ------------------- | ---------------------- |
| Wan Laiming  | 萬籟鳴    | 18 de gener de 1900 | 7 d'octubre de 1997    |
| Wan Guchan   | 萬古蟾    | 18 de gener de 1900 | 19 de novembre de 1995 |
| Wan Chaochen | 萬超塵    | 1906                | 28 d'octubre de 1992   |
| Wan Dihuan   | 萬滌寰    | 1907                | Desconegut             |